# Corymborkis
Corymborkis é um género botânico pertencente à família das orquídeas (Orchidaceae). Foi proposto por Thouars, publicado em Nouveau Bulletin des Sciences, publié par la Société Philomatique de Paris ser. 2 1: 318, em 1809. A publicação original não determina uma espécie tipo para o gênero, porém todas as espécies citadas ali são hoje consideradas sinônimos da Corymborkis veratrifolia (Reinw.) Blume, anteriormente publicada como Hysteria veratrifolia Reinw., que portanto deveria ser considerada sua espécie tipo.
A correta ortografia deste gênero é algo confusa, havendo bastantes referências à sua variação ortográfica Corymborchis, publicada por Thouars em 1822. O nome vem do grego corymbis, corimbo,  que é o tipo de inflorescência onde as flores saem de diversos pontos da haste floral mas elevam-se à mesma altura, e orchis, aqui significando orquídea.
É um gênero que já passou por muitas mudanças de nome, composto por apenas seis espécies de ervas terrestres, algumas muito variáveis, que se distribuem pelas áreas tropicais do planeta. Duas espécies são africanas, três são americanas e uma é asiática. As espécies americanas, habitam matas tropicais secas.
As espécies deste gênero podem ser reconhecidas, por serem plantas glabras, de caules lenhosos, rijos, eretos, algumas vezes ramificados, e inflorescência paniculada cujas pequenas flores apresentam labelo inteiro, estreito e duas polínias macias e granulosas.
Adicionalmente, Corymborkis caracteriza-se por serem plantas que lembram pequenas palmeiras ou gramíneas com até pouco mais de um metro de altura devido às suas fortes raízes fasciculadas, longas e pilosas, diferentes das de praticamente todas as outras orquídeas, e também por suas folhas grandes e largas com diversas nervuras longitudinais.
A inflorescência, levemente pendente,  pode ser axilar ou terminal, corimbosa ou em curtas panículas. As flores são brancas, esverdeadas, amarelas ou alaranjadas. As sépalas e pétalas são livres, parecidas, lineares, alargadas na estremidade, e não se abrem muito. O labelo é livre e séssil. A coluna é roliça, espessada na extremidade, com duas aurículas; estigma transversal;  e antera estreita dividida em duas cavidades contínuas.

## Espécies
1. Corymborkis corymbis Thouars, Hist. Orchid.: t. 37 (1822).
2. Corymborkis flava (Sw.) Kuntze, Revis. Gen. Pl. 2: 658 (1891).
3. Corymborkis forcipigera (Rchb.f. & Warsz.) L.O.Williams, Bot. Mus. Leafl. 12: 237 (1946).
4. Corymborkis galipanensis (Rchb.f.) Foldats, Acta Biol. Venez. 2: 400 (1959).
5. Corymborkis minima P.J.Cribb, Kew Bull. 51: 355 (1996).
6. Corymborkis veratrifolia (Reinw.) Blume, Coll. Orchid.: 125 (1859).